# Maxillariella graminifolia
Maxillariella graminifolia är en orkidéart som först beskrevs av Carl Sigismund Kunth, och fick sitt nu gällande namn av Mario Alberto Blanco och Germán Carnevali. Maxillariella graminifolia ingår i släktet Maxillariella och familjen orkidéer. Inga underarter finns listade i Catalogue of Life.